# Utbyte
|  | Wiktionary har en ordboksartikel om utbyte. |

Utbyte som begrepp i kemi- och processammanhang används ofta synonymt med kemiskt utbyte, processutbyte och reaktionsutbyte, och betecknar den mängd produkt som erhålles i en process eller kemisk reaktion. Det absoluta utbytet kan anges som vikt (massa i kg) eller i mol (molärt utbyte). Det relativa utbytet eller procentutbytet, som indikerar effektiviteten för en process eller syntesreaktion, beräknas genom att dividera den mängd som erhålls med den teoretiska mängden:
Relativt utbyte = Verkligt utbyte / Teoretiskt utbyte
För att erhålla procentuellt utbyte multipliceras det relativa utbytet med 100 % (till exempel det relativa utbytet 0,578 = det procentuella utbytet 57,8 %).
En eller flera reaktanter i en kemisk reaktion tillförs ofta i överskott. Det teoretiska utbytet beräknas därför på molmängden för den begränsande reaktanten med beaktande av processens stökiometri. För utbytesberäkningen antas normalt att bara en reaktion äger rum.
Det ideala eller teoretiska utbytet för en kemisk reaktion anges till 100 %, vilket är omöjligt att uppnå i de flesta sammanhang till följd av förluster av olika slag, sidoreaktioner eller andra former av bortfall. Utbyten runt 100 % kan anses vara kvantitativa, utbyten över 90 % är utmärkta, utbyten över 80 % mycket bra, utbyten nära 70 % kan kallas bra, utbyten över 50 % kan kallas acceptabla, och utbyten under 40 % kan anses dåliga för kemiska reaktioner.
I andra processammanhang kan ett lägre utbyte vara en nödvändighet för att avlägsna oönskade komponenter från en råvara. Vid kemisk massatillverkning önskar man till exempel speciellt att avlägsna ligninet i veden för att skapa renare cellulosa och ofta för att möjliggöra efterföljande blekning. För massatillverkning ("kokningssteget") kan utbytet från veden beräknas ur
Massautbyte = Erhållen mängd massa / Ingående mängd ved
där massan respektive veden anges i kg torr mängd (d.v.s. vid 100 % torrhalt).
Att processutbytet från ved till massa härvid ofta är under 50 % innebär alltså att man skapat en renare cellulosa och är därför inte direkt en nackdel. Vedutnyttjandet sjunker naturligtvis med lägre utbyte, vilket ökar vedåtgången per ton massa och därmed vedkostnaden per ton massa. Detta kan betecknas som en kostnadsnackdel, men denna ökade vedkostnad ger samtidigt en massa med högre kvalitet eller med av olika skäl önskade egenskaper. Man kan här säga att ett lägre utbyte resulterar i ett högre förädlingsvärde.